# Conseil supérieur des programmes
Pour les articles homonymes, voir CSP.
En France, le Conseil supérieur des programmes (CSP) est une instance créée par la Loi d'orientation et de programmation pour la refondation de l'École de la République du 8 juillet 2013 et placée auprès du ministre français de l’Éducation nationale, qui doit offrir les garanties scientifiques nécessaires pour émettre des avis et formuler des propositions dans ses champs de compétence.
Il est appelé à concevoir ses propositions soit à la demande du ministre de l'Éducation nationale, soit en se saisissant d’une question qui relève de ses compétences. Le CSP réunit des universitaires, des chercheurs, des spécialistes du système éducatif et des représentants élus de la Nation et de la société. Ses avis et propositions sont rendus publics. En outre, il doit respecter le principe de parité entre les hommes et les femmes.
Il succède au Haut Conseil de l'éducation, créé en 2005 pour remplacer le Conseil national des programmes qui datait de 1989.

## Historique
Le Conseil supérieur des programmes est créé par la Loi d'orientation et de programmation pour la refondation de l'École de la République. Il est installé le 10 octobre 2013.
Il répond à une demande de transparence dans le processus d’élaboration des programmes d’enseignement de l'école, du collège et du lycée, largement exprimée lors de la concertation sur la refondation de l’École menée en 2012 et à un besoin de cohérence entre les contenus dispensés, le socle commun de connaissances, de compétences et de culture, les évaluations et la formation des enseignants[réf. souhaitée].

## Missions
Le Conseil supérieur des programmes, aux termes de la loi, émet des avis et formule des propositions sur :
- la conception générale des enseignements dispensés aux élèves des écoles, des collèges et des lycées et l’introduction du numérique dans les méthodes pédagogiques et la construction des savoirs ;
- le contenu du socle commun de connaissances, de compétences et de culture et des programmes scolaires, en veillant à leur cohérence et à leur articulation en cycles, ainsi que les modalités de validation de l’acquisition de ce socle ;
- la nature et le contenu des épreuves des examens conduisant aux diplômes nationaux de l’enseignement du second degré et du baccalauréat ainsi que les possibilités d’adaptation et d’aménagement de ces épreuves pour les élèves présentant un handicap ou un trouble de la santé invalidant ;
- la nature et le contenu des épreuves des concours de recrutement d’enseignants des premier et second degrés, les possibilités d’adaptation et d’aménagement de ces épreuves pour les candidats présentant un handicap ou un trouble de la santé invalidant ainsi que les objectifs et la conception générale de la formation initiale et continue des enseignants.

Pour l’exercice des missions qui lui sont confiées, il peut mettre en place des groupes d’experts, appelés les groupes d’élaboration de projets de programme (GEPP), dont il choisit les membres à raison de leurs compétences.

## Composition[3]
Le Conseil supérieur des programmes réunit d'une part des personnalités qualifiées qui sont nommées par le ministre de l’Éducation nationale, d'autre part des parlementaires désignés par les commissions de la culture et de l'éducation des deux chambres, et deux membres du conseil économique, social et environnemental (CESE). Le ministre désigne également un président et un vice-président.
- Président et vice-présidente :
  - Mark Sherringham, président nommé le 4 février 2022 par arrêté du ministre de l'Éducation nationale Jean-Michel Blanquer[4]. Il succède à  Alain Boissinot (2013-2014, démissionnaire), Michel Lussault (2014-2017, démissionnaire) et Souâd Ayada (2017-2022, appelée à d'autres fonctions)[5].
  - Valérie Hannin, vice-présidente nommée par arrêté du ministre de l'Éducation nationale et de la jeunesse en date du 16 février 2023[6]. Les vice-présidents précédents ont été : Anny Cazenave, Sylvie Plane, puis Philippe Raynaud.
- Trois députés : Anne-Laure Blin (députée de la troisième circonscription du Maine-et-Loire), Anne Sicard (députée de la première circonscription du Val d’Oise) et une députée ou un député en cours de nomination.

- Trois sénateurs : Annick Billon (sénatrice de la Vendée),  Max Brisson  (sénateur des Pyrénées-Atlantiques) et David Ros (sénateur de l’Essonne).
- Deux membres du Conseil économique, social et environnemental : en cours de nomination.

- Autres personnalités qualifiées :
  - Claire Barbillon (historienne de l’art, professeure des universités et directrice de l’École du Louvre).
  - Morgane Le Bras-Carabœuf (professeure des universités, inspectrice générale de l’éducation, du sport et de la recherche (IGESR), au sein du groupe des Sciences et technologies du Vivant, de la santé et de la Terre (STVST)).
  - Gilles Dowek (chercheur à l’Institut national de recherche en sciences et technologies du numérique (Inria) et professeur attaché à l'École normale supérieure de Paris-Saclay).
  - Franck Neveu (professeur à la Faculté des Lettres de Sorbonne Université et titulaire de la chaire de Langue française).
  - Mélanie Pircar (administratrice de l’État, inspectrice générale de l’éducation, du sport et de la recherche (IGESR), au sein du groupe des Lettres).
  - Laurence Rezeau (professeure des universités à la Faculté des Sciences et Ingénierie de Sorbonne Université où elle enseigne la physique).
  - Laure Saint-Raymond (mathématicienne, professeur à l'Institut des Hautes Etudes Scientifiques, en détachement de l'ENS de Lyon).
  - Stéphane Treppoz (entrepreneur, investisseur et administrateur d’entreprises).

## Anciens membres (incomplet)
- Denis Gratias (chercheur en physique et membre de l’Académie des sciences. Directeur de recherche émérite au CNRS),
- Sami Mustapha (professeur à l'institut de mathématiques de Jussieu en 2000. Doyen de la faculté de mathématiques depuis 2017),
- Mireille Sacotte (agrégée de lettres classiques, docteur en Lettres, et professeur émérite à l'université Paris III).
- Pascal-Raphaël Ambrogi (inspecteur général de l’éducation, du sport et de la recherche, Haut fonctionnaire chargé de la langue française et de la terminologie, Capitaine de vaisseau (réserviste) de la Marine nationale, écrivain et lexicographe).
- Anne Burban (agrégée de mathématique, inspectrice générale honoraire de l'Éducation nationale, du sport et de la recherche).
- Alain Cadix (ingénieur, docteur en sciences de gestion, président honoraire de la Conférence des grandes écoles).
- Jean-Louis Mucchielli (professeur honoraire des universités (Paris 1 Panthéon-Sorbonne), agrégé, docteur d’État de sciences économiques et diplômé de l’IEP de Paris).
- Béatrice Salviat (directrice adjointe de la fondation de coopération scientifique La main à la pâte).
- Fatiha Keloua-Hachi (députée de la huitième circonscription de la Seine-Saint-Denis).
- Christophe Marion (député de la troisième circonscription de Loir-et-Cher).
- Alexandre Portier (député de la neuvième circonscription du Rhône).
- Sabine Van Heghe (sénatrice du Pas-de-Calais).
- Élodie Martinie-Cousty (membre du Conseil économique, social et environnemental).

## Fonctionnement
Le Conseil se réunit en séance tous les quinze jours sur ordre du jour défini par le président. Les thèmes abordés lors des séances tenues au cours de la période octobre 2013-janvier 2016 ont été déterminés par les saisines du ministre dont le Conseil a fait l’objet. Les travaux du Conseil sont accompagnés par une équipe de chargés de mission placée sous la responsabilité du secrétaire général.
Tous les travaux réalisés par le Conseil s’appuient sur la consultation de spécialistes et de professionnels du champ concerné. Le Conseil prend en charge directement l’élaboration de certains travaux ou constitue des groupes pour y contribuer (groupes d’élaboration de projets de programmes (GEPP)).
Chacun de ces groupes a mené des auditions et demandé des contributions aux personnes dont il jugeait l’analyse pertinente. La composition des groupes et les contributions reçues sont en ligne sur la page web du Conseil (hébergée par le ministère).
Les textes des GEPP sont examinés et amendés par le Conseil en séance puis sont adoptés à la majorité des voix exprimées lorsque le quorum est atteint après des échanges destinés à trouver un consensus.
Le projet adopté par le CSP est remis au ministre, et rendu public.
Le ministre consulte le Conseil supérieur de l'éducation, puis donne son visa au texte pour publication au Journal officiel et au Bulletin officiel de l’Éducation nationale.

## Polémiques

### Indépendance
Selon Denis Paget, le CSP connaît d'importantes difficultés à s'insérer au sein du ministère de l’Éducation nationale, en raison du contraste existant entre « son indépendance inscrite dans la loi et son rôle de prestataire au service du ministre ».
Laurent Dandrieu (Valeurs actuelles) estime en 2015 que ses membres sont « généralement très marqués à gauche », représentants typiques des thèses dites pédagogistes dominantes dans l'Éducation nationale depuis les années 1970.
En 2018, à l'inverse, les prises de position conservatrices de sa présidente sont critiquées.

### Démissions
En juin 2014, le président Alain Boissinot démissionne de son poste donnant pour motif que le Conseil supérieur des programmes « n'est pas suffisamment solide pour assurer à bien ses missions qui consistent à définir le socle commun, mais aussi tous les programmes de toutes les disciplines, niveau par niveau »,
En mai 2015, Jacques Grosperrin démissionne du Conseil critiquant notamment « l'idéologie » et « les dérives communautaires »,. Il décrit le CSP comme « une commission très homogène dans son idéologie, marquée à gauche, et qui soutient la politique menée par le gouvernement. ». Grosperrin considère cette instance, contrairement à sa mission de garantir la transparence du processus d'élaboration de ces programmes comme « le bras armé de la ministre de l'Éducation nationale ». Répondant à cette accusation de « fonctionnement dogmatique, pour ne pas dire idéologique », Michel Lussault a tenu à souligner que  « le CSP n'est pas un groupe d'idéologues gauchistes » en affirmant que cette structure était « non partisane ».
Le 26 septembre 2017, Michel Lussault annonce sa démission du Conseil supérieur des programmes (CSP), au motif que « Jean-Michel Blanquer [le ministre de l'Éducation nationale] paraît avoir franchi des limites, qui consistent à remettre en cause de façon brutale et unilatérale des évolutions qui avaient longuement été discutées pendant les années précédentes ».
En 2015, le Conseil supérieur des programmes se fait également remarquer par ses propositions en matière d'enseignement de l'histoire. Maurice Szafran pointe notamment du doigt la « maladresse » de rendre obligatoire l'enseignement de « l'Islam au VIIe siècle » tandis que « la chrétienté au Moyen Âge » entre dans la catégorie facultative. Par la suite, Michel Lussault assure que le texte a été corrigé « de fond en comble » pour tenir compte des différentes critiques.
Le 13 mai 2015, le magazine Valeurs actuelles notait que sur les dix-huit membres, « un seul a enseigné au collège — autrefois, car il est aujourd’hui retraité ; les autres n’ont qu’une connaissance très lointaine du domaine éducatif, à l’exception du nouveau président, Michel Lussault ». Déjà en 2005 le mathématicien Laurent Lafforgue avait critiqué la composition du Haut Conseil de l’éducation avant d’en démissionner.